# Musculus frontopedicellaris
Musculus frontopedicellaris, mięsień 0an5 – mięsień znajdujący się w głowie niektórych owadów.
Jeden z mięśni czułkowych. Bierze swój początek na czole (frons), a kończy się na bocznej krawędzi nóżki (pedicellus).
Mięsień ten wykryty został dotąd wyłącznie u wachlarzoskrzydłych.